# Пресуда
„Пресуда” је југословенски и македонски драмски ратни филм први пут приказан 13. јула 1977. године. Режирао га је Трајче Попов а сценарио је написао Јово Камберски.

## Улоге
| Глумац                    | Улога              |
| ------------------------- | ------------------ |
| Жарко Радић               | Митко Ангелов      |
| Петре Арсовски            | Комесарот Кораб    |
| Благоја Чоревски          | Командантот Донски |
| Драги Костовски           | Аспарух Савов      |
| Ђокица Лукаревски         | Ване               |
| Мето Јовановски           | Ђорче              |
| Илија Милчин              | Германец           |
| Јанез Врховец             |                    |
| Јорданчо Чевревски        |                    |
| Ненад Стојановски         |                    |
| Ненад Милосављевић        |                    |
| Ванчо Петрушевски         |                    |
| Георги Дампе Бисерков     |                    |
| Владан Живковић           |                    |
| Кирил Псалтиров           |                    |
| Благоја Спиркоски Џумерко |                    |

Остале улоге ▼
| Глумац             | Улога |
| ------------------ | ----- |
| Драгомир Фелба     |       |
| Славица Зафировска |       |
| Ристо Мајсторов    |       |
| Димитар Зози       |       |
| Младен Крстевски   |       |
| Мирче Доневски     |       |
| Благоја Анчевски   |       |
| Кирил Ристоски     |       |
| Јован Трпевски     |       |
| Киро Попов         |       |
| Анастас Миша       |       |
| Душан Георгиевски  |       |
| Бранко Атанасовски |       |
| Гјоргји Устапетров |       |